# Zoologi
Zoologi er videnskaben om dyrene. En person som beskæftiger sig med zoologi kaldes en zoolog. Navnet kommer af oldgræsk ζῷον, zōion ("zoo-") = levende væsen + λόγος, logos, ("-logi" = viden).